# Master of Wine
 (avril 2023).
Master of Wine (MW) est un diplôme non-universitaire délivré par The Institute of Masters of Wine au Royaume-Uni. 
Les examens pour l'obtention du Master of Wine ont eu lieu pour la première fois en 1953, à l'initiative du Worshipful Company of Vintners and the Wine and Spirits Association. L'Institut a ensuite été fondé en 1955.

## Conditions d’entrée et d’obtention
Le programme de certification se divise en trois étapes : deux ans d’études théoriques et pratiques, incluant des milliers de dégustations, de nombreuses visites sur le terrain et rencontres avec des producteurs, des examens partiels comportant des dégustations à l’aveugle et des dissertations sur la viticulture, la viniculture, le commerce du vin et sa culture... S’ensuit la rédaction d’un mémoire de recherche étalé sur une troisième année, voire plus longtemps.
Le titre de MW est généralement considéré dans le milieu du vin comme le nec plus ultra des certifications pour les professionnels.

## Critiques
La situation prééminente des Masters of Wine dans l’industrie mondiale suscite la critique de certains journalistes spécialisés comme Yohan Castaing, qui estiment que l’Institute et ses membres profitent de leur position dominante pour influencer grandement les tendances et le marché du vin.
D’autres déplorent que l’abondance de connaissance requises pour obtenir l’examen rendent les MW trop soumis aux considérations techniques au moment de déguster le vin. Le journaliste et écrivain spécialisé Mike Steinberger avance ainsi que Robert Parker, ainsi que la plupart des meilleurs critiques et oenologues au monde, ont tout appris sur le terrain. Pour lui comme pour d’autres, Master of Wine est avant tout un titre ronflant qui est surtout utile pour le marketing, la vente et la communication.